# Јован Живковић Шућуран
Јован Живковић Шућуран (Лесковац, 11. јануар 1920 - негде код Равне Дубраве, 26. фебруар 1942) био је син познатог лесковачког трговца Влајка Живковића Шућурана и учесник НОП-а.

## Биографија
Рођен је у породици трговца колонијалном робом и животним намирницама. Гледајући старију браћу, пожелео је да иде у школу, те је пошао у први разред већ са шест година. Основну школу и гимназију завршио је у родном месту са солидним успехом и посебном љубављу према историји и књижевности. 
У седамнаестој години постао је члан СКОЈ-а, те је од 1937. почео активно да ради у омладинском покрету. Деловао је и у Литерарној дружини лесковачке гимназије "Светислав Вуловић". Наступао је као предавач у оквиру Задружне омладине Југославије. Писао је чланке, између осталих и за Лесковачки гласник, и као тему је узео и Хитлеров прогон Јевреја, одбивши хонорар који му је касније понудио Мика Ефраим, заступник иностраних фирми за боје. Играо је у Академском позоришту.
За време децембарских избора 1938. године узео је видно учешће у активности Удружене опозиције. 
У септембру 1939. уписао је Агрономски факултет у Земуну и био је примеран студент, са просечном оценом 8, без заосталих испита. И тада је наставио са политичком активношћу и није прекидао везе са родним градом. По затварању Београдског универзитета 1941. године вратио се у Лесковац и у својој кући организовао комунистичка саветовања и састанке, да би се касније прикључио Бабичком одреду. Страдао је у акцији код Равне Дубраве.